# Serrat dels Tabals
La Serrat dels Tabals és una serra situada al municipi de Gósol a la comarca del Berguedà, amb una elevació màxima de 1.758 metres.